# Avon-les-Roches
Avon-les-Roches là một xã thuộc tỉnh Indre-et-Loire trong vùng Centre-Val de Loire ở miền trung nước Pháp.